# Île de Kerner
L'île de Kerner est une île située en petite mer de Gâvres qui fait partie de la commune de Riantec (Morbihan).

## Géographie
L'île affecte grossièrement la forme d'un quadrilatère irrégulier, d'environ 320 m du nord au sud pour 330 m d'est en ouest. Sa superficie est d'environ, 9,6 hectares.
De très faible altitude (4 mètres au maximum), elle était naturellement reliée au continent à marée basse, le pertuis découvrant alors. Elle est désormais une presqu'île artificielle en raison de la construction d'une route construite sur une chaussée insubmersible.

## Histoire
Le 13 mai 1908 des incidents éclatèrent à Riantec opposant un ostréiculteur, Lecomte, qui avait obtenu une concession de 6 hectares sur l'île de Kerner et des pêcheurs de Riantec et Locmiquélic dont les femmes avaient l'habitude de ramasser des coquillages, notamment des palourdes, sur les grèves de la Petite mer de Gâvres lorsque chômaient les usines de sardines ; celles-ci reprochaient à l'ostréiculteur de privatiser une partie du domaine public maritime, ce dernier arguant que celui-ci faisait en tout deux cents hectares et que le naissain qu'il produisait servait aussi, en s'échappant de ses parcs, à rendre les coquillages plus abondants ; 40 femmes et 70 enfants de pêcheurs envahirent le parc et le saccagèrent. Il fallut envoyer des gendarmes pour garder le parc ostréicole. Le 15 mai 1908 600 manifestants envahirent l'île Kerner et saccagèrent le parc ; des membres du parquet de Lorient, qui s'étaient rendus sur place, faillirent être victimes de la marée montante ; au retour leur véhicule s'embourba ; ils durent descendre dans les flots et pousser la voiture pendant que le cocher fouettait sa bête à tour de bras.

## Tourisme et environnement
L'île de Kerner constitue un lieu exceptionnel pour la promenade, la contemplation du paysage, la pêche à pied, ou encore l’initiation à l’environnement littoral. La majeure partie de l'île est désormais propriété du Conservatoire du littoral qui y mène, soutenu par l'État et les collectivités locales une action de protection, de restauration et de mise en valeur de son milieu naturel. La suppression des habitations implantées illégalement, l'interdiction du stationnement sauvage avec l'aménagement d'une aire naturelle de stationnement seule autorisée désormais et la réfection de la chaussée en béton sur la digue reliant l'île au continent ont été les premiers aménagements effectués.
La "Maison de l'Île de Kerner" est une ancienne maison d'ostréiculteur qui a été transformée en musée ;  la muséographie de la maison permet la découverte de la faune (ses rives sont un refuge pour de nombreuses espèces d'oiseaux migrateurs) et la flore de cette lagune unique en Morbihan ainsi que la façon dont elle s'est formée au cours des 130 000 dernières années. Elle organise aussi des circuits "Nature".
Un circuit de randonnée d'environ 4 km permet de découvrir l'île.

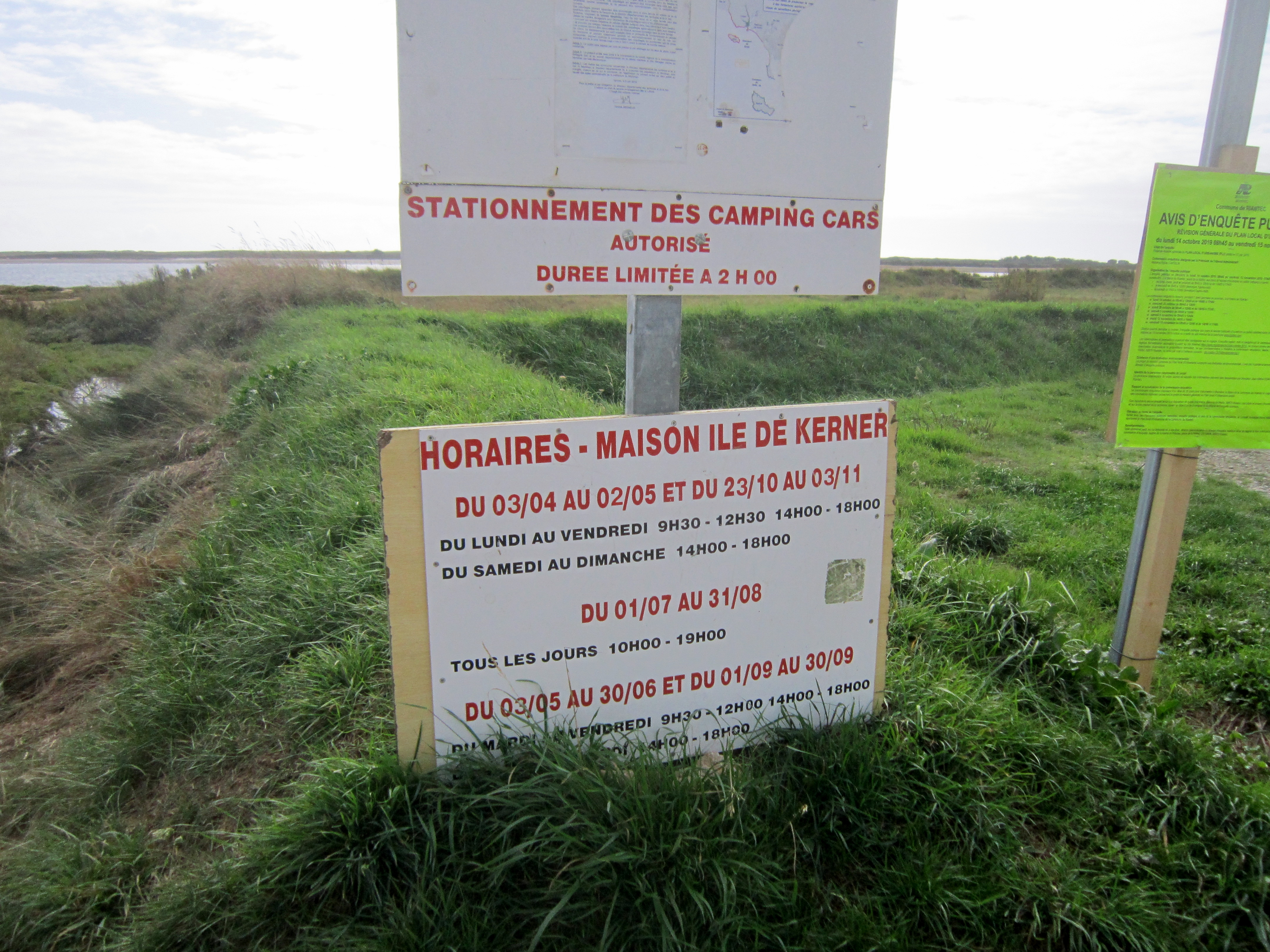
Panneaux d'information touristique sur l'île de Kerner.
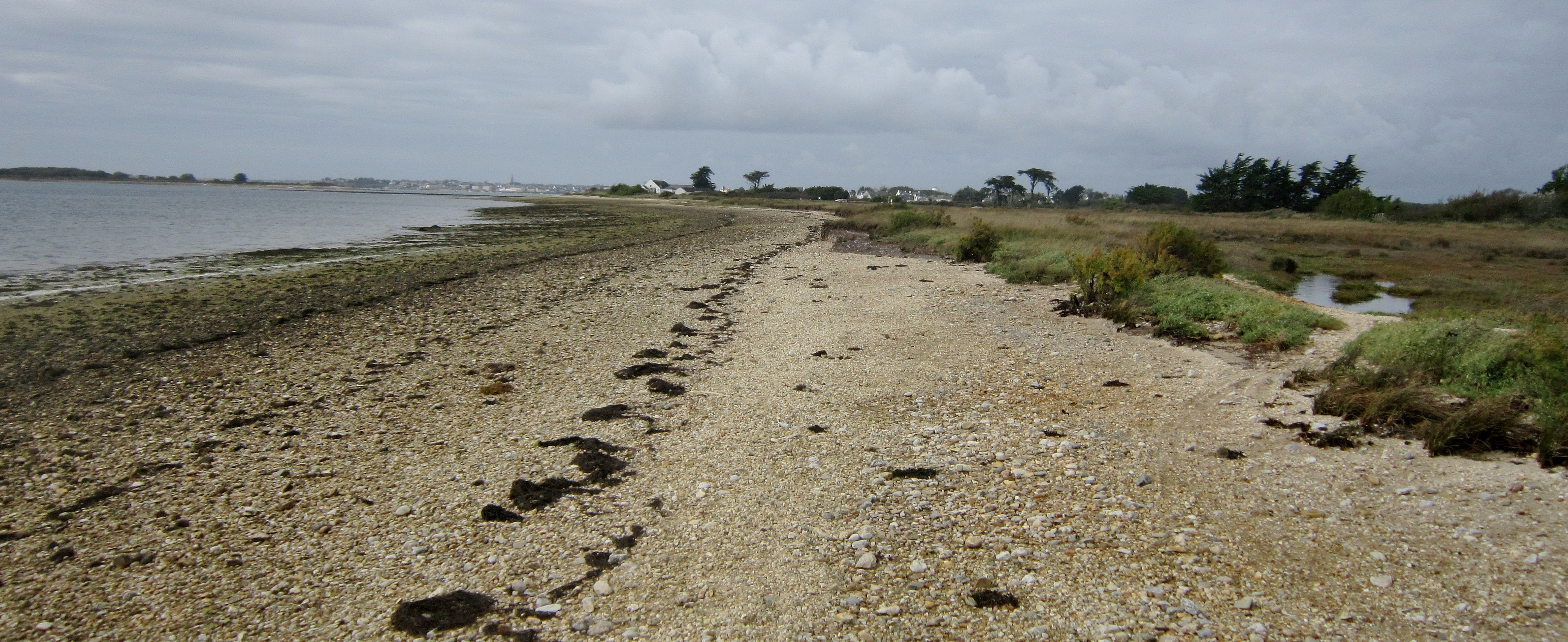
Grève et marais en bordure de la Petite mer de Gâvres dans l'île de Kerner.
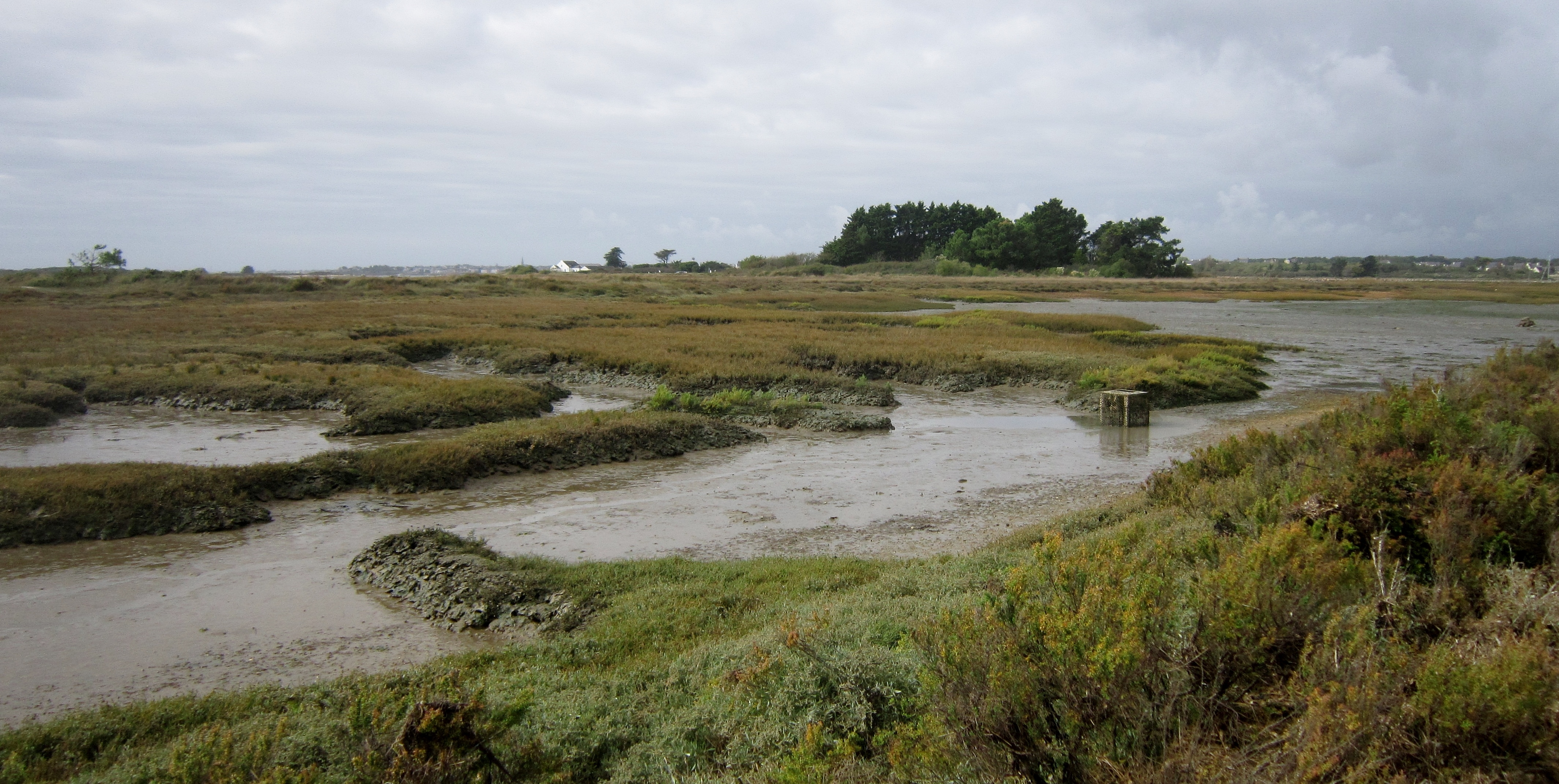
Marais maritime dans la partie sud-est de l'île de Kerner.
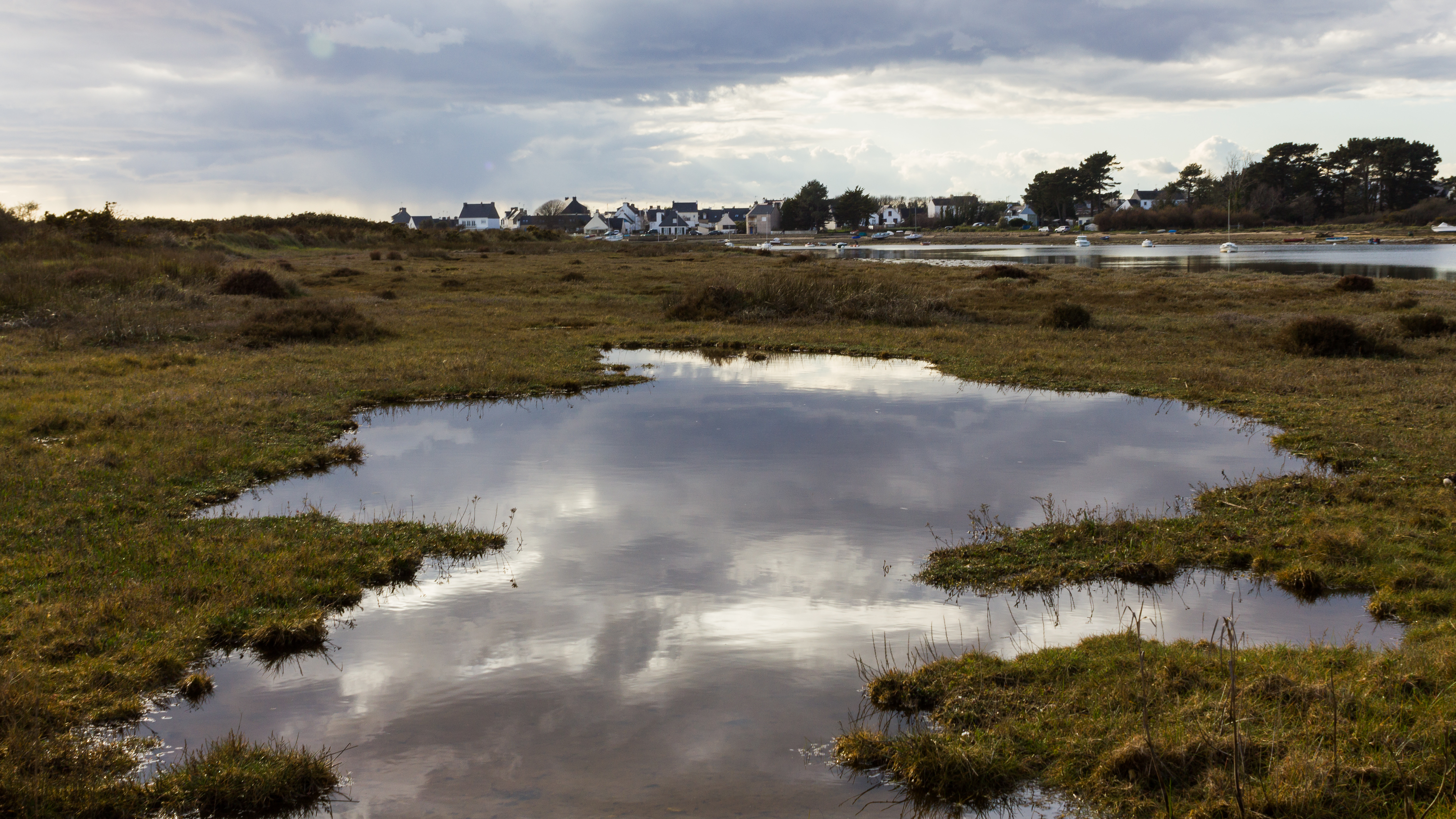
Île de Kerner : vue du marais dans la partie nord de l'île.
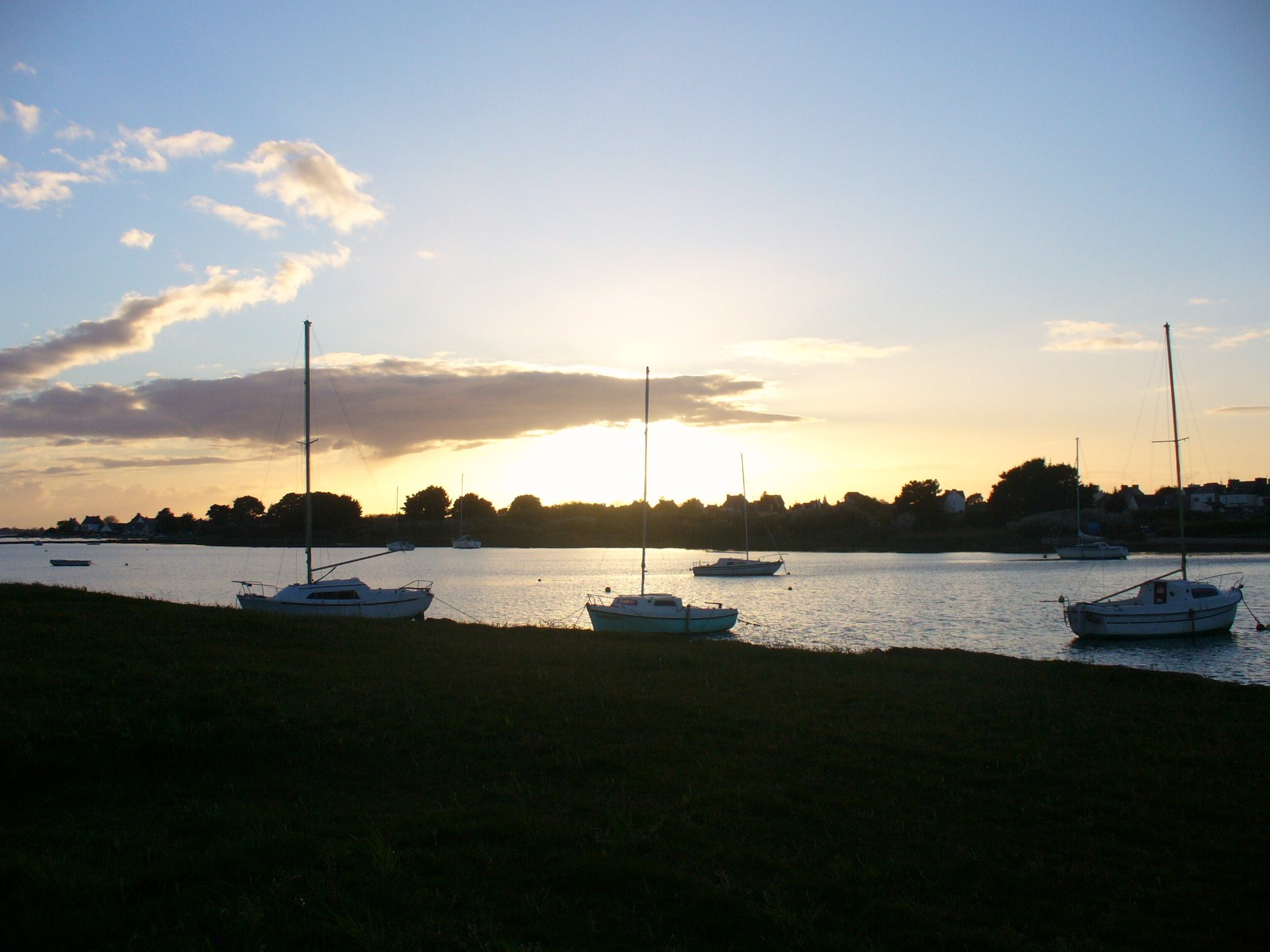
Le bras de mer séparant l'île de Kerner du continent.
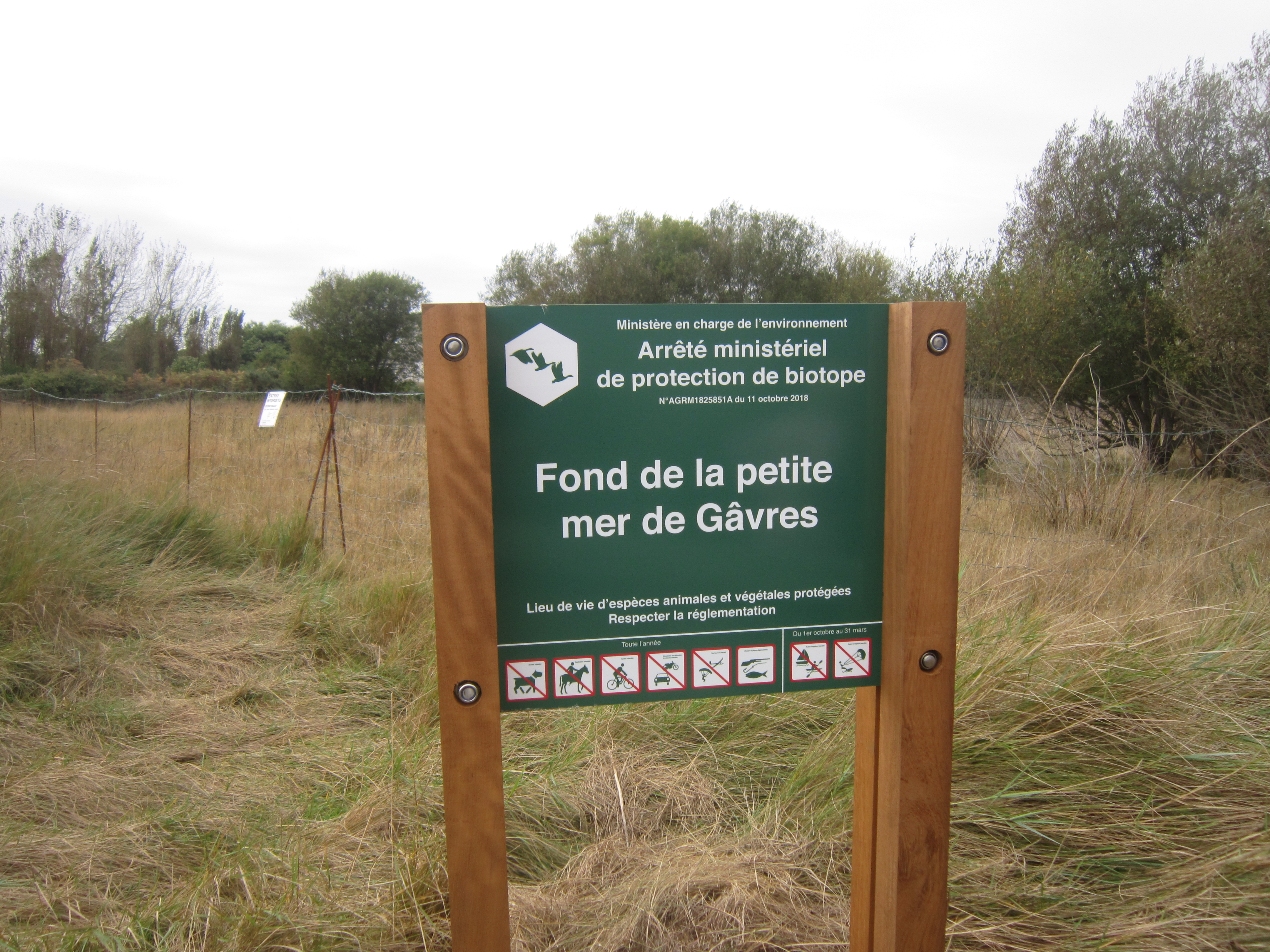
Île de Kerner : panneau annonçant la zone de protection du biotope du fond de la Petite mer de Gâvres.